# Сюрсовайка
Сюрсова́йка (рос. Сюрсовайка) — річка в Росії, ліва притока Іти. Протікає територією Шарканського та Дебьоського районів Удмуртії.
Річка починається за 1,5 км на схід від присілка Бадьярово і тече спочатку на захід та північний захід, потім плавно повертає на північ і тече в такому напрямку до самого гирла. Останні 1,5 км річка протікає територією Дебьоського району. Береги річки подекуди заліснені, у нижній течії заболочені. На річці створено декілька ставків, найбільший біля присілку Бісул-Кучес площею 0,13 км². Річка приймає декілька дрібних приток.
Над річкою розташовані населені пункти Шарканського району Бадьярово та Бісул-Кучес.